# 冷水トンネル

冷水トンネル（ひやみずトンネル）は、福岡県飯塚市と福岡県筑紫野市にまたがる国道200号のトンネル。同国道における冷水峠をバイパスする役割を果たしている。

## 概要
距離：2,891 m
長大トンネルであることから、トンネル内外の状況は冷水道路管理事務所から24時間遠隔監視が行われている。

## 歴史
- 1985年6月：冷水トンネル貫通
- 1987年4月18日：冷水道路の全区間開通に伴い供用開始

## 追記事項
- 冷水トンネルの完成よって国道200号の難所である冷水峠を通らず飯塚市と筑紫野市方面とを行き来する事が可能になった。